# Zeri
Zeri (Tsèri nel dialetto della Lunigiana) è un comune italiano sparso di 897 abitanti della provincia di Massa-Carrara in Toscana ed è il comune più a ovest della regione.

## Geografia fisica
(da un'ode composta del poeta Lorenzo Costa in onore degli zeraschi che si ribellavano all'annessione al Ducato di Parma)

### Territorio
Zeri è il comune più occidentale della Regione Toscana e dell'intera Italia Centrale e si colloca in Lunigiana, sul crinale che divide la valle della Magra da quella del Vara. Nel passato è stato luogo di transito e di collegamento tra le colonie romane di Luni e di Velleia. La "Via Regia" o "Salaria", che ne attraversava il territorio, rimase via di rilevante interesse almeno fino al secolo XVIII.
- Classificazione sismica: zona 2 (sismicità medio-alta), Ordinanza PCM 3274 del 20/03/2003
- Classificazione climatica: zona F, 3136 GG
- Diffusività atmosferica: media, Ibimet CNR 2002

## Origini del nome
Il nome del paese deriva dall'antico toponimo Castrum Cerri ("castello del bosco di cerri"), in dialetto Zéri.

## Storia

### Preistoria
I primi abitanti del territorio di Zeri furono probabilmente i Liguri. 

Già nell'età del bronzo queste zone dovevano essere abitate visto il ritrovamento in loco di urne contenenti ossa combuste, testimonianza di una pratica funeraria peraltro differente dalla cultura tipica di quest'area appenninica, che prevedeva invece il rito inumatorio. La frequentazione del luogo è anche testimoniata dalle modificazioni difensive che esistono nella Gretta. 

Il rinvenimento di una statua stele e di ceramiche dell'età del ferro, assieme all'analisi di alcuni toponimi, avvalora inoltre la tesi che, sin dai tempi antichi, Zeri fu un importante nodo viario e venne abitato e percorso da svariate popolazioni.

### Medioevo
La storia di Zeri si lega alle vicende che interessarono la vicina città di Pontremoli e il resto della Lunigiana. Alcune fonti attestano che un Diploma di Federico I del 1164 concesse ai Malaspina i privilegi su Zeri. In seguito il territorio passò a Pontremoli e ad esso legò i propri destini e vide succedersi il dominio di Castruccio Castracani, degli Scaligeri, dei Fieschi, degli Sforza e dei Visconti.

### Età moderna
Zeri ebbe sempre una forte identità, con confini ben definiti che la portarono spesso a controversie territoriali. Nel 1502 iniziò una disputa con gli abitanti di Torpiana di Zignago, che si protrasse per molti anni e scaturì nel 1574 in un conflitto armato. Un'altra contesa, che durò secoli e vide il susseguirsi di scontri armati e momentanei accordi, fu quella sorta a partire dal 1526 tra Rossano (oggi frazione del Comune di Zeri) e Suvero (oggi frazione del comune di Rocchetta di Vara), che si risolse solo nel 1783 quando si stabilirono i confini definitivi. Zeri impugnò nuovamente le armi, questa volta contro Pontremoli, dopo la Battaglia di Pavia, perché rifiutava di concorrere alle spese di mantenimento delle truppe spagnole venute in Lunigiana.
Dopo un periodo di dominazione Spagnola, nel 1647 Pontremoli assieme a Zeri fu ceduta alla Repubblica di Genova, che tre anni dopo la rivendette al Granduca di Toscana. 

Il dominio fiorentino durò sino alla fine del Settecento e costituì un periodo di grande sviluppo economico e mercantile grazie alle agevolazioni fiscali concesse dal Granduca ad alcune famiglie pontremolesi. Nel 1777 fu sciolto il consiglio generale del comune di Pontremoli e furono istituiti i comuni di Caprio e di Zeri. 

Il 25 maggio 1799 la popolazione insorse contro un reparto Napoleonico di circa 300 soldati, affrontò il nemico e lo respinse fino a Borgotaro.

### Età contemporanea
Dopo il Congresso di Vienna Pontremoli e Zeri tornarono sotto il Granducato di Toscana per poi essere annesse nel 1847 al Ducato di Parma in virtù del trattato di Firenze. Proprio alla vigilia di questa cessione i pontremolesi e gli zeraschi, che erano contrari, ripresero le armi strappate ai francesi più di cinquant'anni prima. L'agitazione e le diverse manifestazioni non produssero però i risultati sperati e di lì a poco, il 7 gennaio 1848, venne stipulato l'atto di cessione dei distretti di Pontremoli e Bagnone che costituirono la Provincia della Lunigiana Parmense.
Nel 1859 e con la fine della seconda guerra di indipendenza anche Zeri, come gli altri comuni lunigianesi, votò l'annessione al Regno di Sardegna. Il 27 dicembre 1859 un decreto del governo delle province dell'Emilia decretò la creazione della nuova provincia di Massa Carrara.
Due anni più tardi Zeri seguì le vicende del nuovo Regno d'Italia.
Nel corso della Resistenza italiana Zeri svolse un ruolo importante. Il maggiore britannico Gordon Lett scelse infatti Rossano di Zeri come base per formare il Battaglione Internazionale. Con il luglio del 1944 il Battaglione Internazionale entrò a far parte della I Divisione Liguria, il cui comando trovò sede ad Adelano, un punto di riferimento importante per il movimento partigiano dello spezzino e della Val di Magra. 

Le valli zerasche vissero momenti drammatici durante l'occupazione nazista, in particolare in occasione dei rastrellamenti del 3 agosto 1944 e del 20 gennaio 1945, quando le truppe di occupazione si resero responsabili dell'uccisione di molti zeraschi e di una decina di partigiani spezzini, oltreché di stupri, di razzie di raccolti e di bestiame, dell'incendio di alcuni centri abitati e della distruzione dell'antico archivio comunale.
Il 24 gennaio 1957 perse la frazione di Arzelato, passata al comune di Pontremoli.

### Simboli
Lo stemma e il gonfalone sono stati concessi con decreto del presidente della Repubblica del 6 aprile 1987.
Gli smalti dello scudo — rosso, argento e verde — richiamano i colori nazionali. L'albero di cerro, allude all'antico nome del paese. Il motto Pro libertate pugnavi ("ho lottato per la libertà") fa riferimento all'eroica partecipazione della popolazione alla lotta di Liberazione partigiana.
Il gonfalone è un drappo troncato di bianco e di rosso.

### Onorificenze
Il Comune di Zeri è tra le città decorate al valor militare per la guerra di liberazione, insignito della medaglia di bronzo al valor militare per i sacrifici delle sue popolazioni e per l'attività nella lotta partigiana durante la seconda guerra mondiale:

## Monumenti e luoghi d'interesse

### Architetture religiose
- Chiesa di San Lorenzo, nella frazione di Patigno.
- Chiesa di Santa Maddalena, nella frazione di Adelano.
- Chiesa San Medardo, nella frazione di Rossano.
- Chiesa di San Pellegrino, nella frazione di Bosco di Rossano.
- Chiesa di San Rocco, nella frazione di Coloretta.
- Chiesa di Santa Felicita, nella frazione di Codolo.

Nel comune di Zeri ci sono complessivamente 19 chiese, censite dalla CEI, tra chiese parrocchiali e oratori.

### Architetture civili
- Cippo Facio, eretto in località Calzavitello in memoria del comandante partigiano Dante Castellucci.
- Monumento alla Libertà e alla Pace, inaugurato il 29 giugno 1990 da Nilde Iotti, allora presidente della Camera dei deputati. Si trova presso la foce del Rastrello, che unisce la Provincia di Massa-Carrara alla Provincia della Spezia e, di conseguenza, la Toscana alla Liguria.

## Società

### Evoluzione demografica

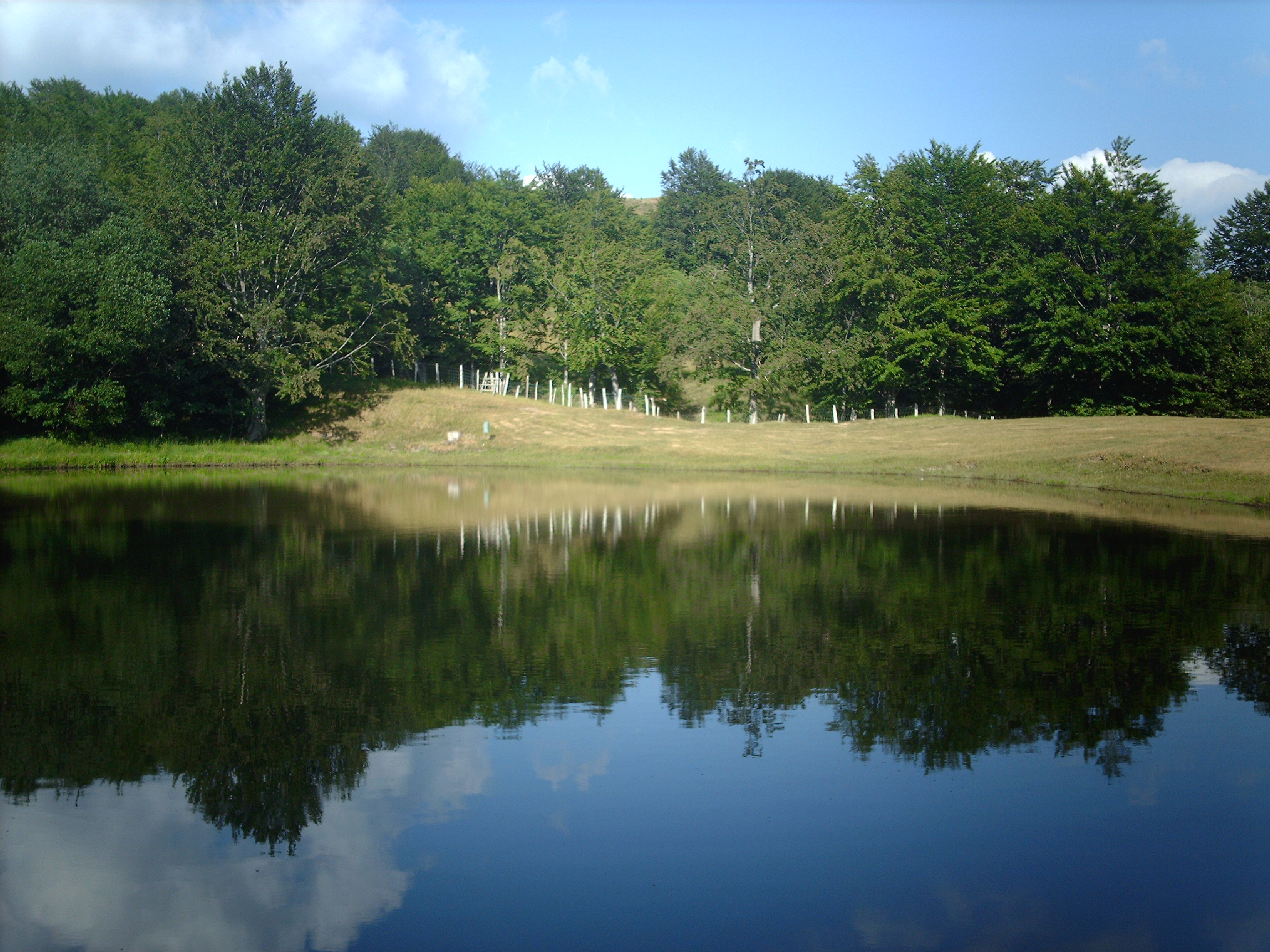
Il lago Aracci, nei pressi di Zeri

Abitanti censiti

## Infrastrutture e trasporti

### Strade
La Strada Provinciale 37, attraverso il valico Foce di Rastello, collega Zeri a Sesta Godano.

## Amministrazione
Di seguito è presentata una tabella relativa alle amministrazioni che si sono succedute in questo comune.
| Periodo         | Periodo           | Primo cittadino       | Partito                              | Carica      | Note   |
| --------------- | ----------------- | --------------------- | ------------------------------------ | ----------- | ------ |
| 1960            | 1985              | Enzo Monali           | Partito Socialista Italiano          | Sindaco     | [ 11 ] |
| 3 luglio 1985   | 31 maggio 1990    | Mauro Ferrari         | Partito Comunista Italiano           | Sindaco     | [ 11 ] |
| 31 maggio 1990  | 11 settembre 1993 | Enzo Monali           | Partito Socialista Italiano          | Sindaco     | [ 11 ] |
| 23 ottobre 1993 | 24 aprile 1995    | Pier Luigi Ferrari    | Partito Socialista Italiano          | Sindaco     | [ 11 ] |
| 24 aprile 1995  | 14 giugno 1999    | Pier Luigi Ferrari    | centro-sinistra                      | Sindaco     | [ 11 ] |
| 14 giugno 1999  | 14 giugno 2004    | Pier Luigi Ferrari    | centro-sinistra                      | Sindaco     | [ 11 ] |
| 14 giugno 2004  | 18 dicembre 2006  | Egidio Enrico Pedrini | lista civica                         | Sindaco     | [ 11 ] |
| 9 gennaio 2007  | 29 maggio 2007    | Vita Scirè            |                                      | Comm. pref. | [ 11 ] |
| 29 maggio 2007  | 7 maggio 2012     | Davide Filippelli     | Democrazia è Libertà - La Margherita | Sindaco     | [ 11 ] |
| 7 maggio 2012   | 11 giugno 2017    | Egidio Enrico Pedrini | lista civica                         | Sindaco     | [ 11 ] |
| 11 giugno 2017  | in carica         | Cristian Petacchi     | lista civica                         | Sindaco     | [ 11 ] |

## Sport

### Sport invernali
In prossimità del Passo dei Due Santi, tra il monte Spiaggi e il monte Fabei, al confine tra Toscana ed Emilia, si trova la stazione sciistica di "Zum Zeri-Passo dei Due Santi", che comprende nove piste da sci, uno snowpark dedicato allo snowboard e tre impianti di risalita (una seggiovia, uno skilift) e un camposcuola. Le piste si snodano per circa 10 chilometri e raggiungono nel punto più alto i 1 600 metri. Il rifugio "Passo Faggio Crociato" presso il Passo dei due Santi situato a 1392 metri, è servito da un ristorante e un ostello.

### Calcio
Dalla stagione 2018-19 si riaffaccia, dopo più di due decenni di assenza, la squadra locale di calcio, che si chiama G.S.D. ValliZeri e gioca in Terza Categoria nello stadio "Tolaro" a Coloretta.